# Voingt
Voingt település Franciaországban, Puy-de-Dôme megyében. Lakosainak száma 57 fő (2022. január 1.). Voingt Giat, Saint-Étienne-des-Champs és Verneugheol községekkel határos.

## Népesség
A település népessége az elmúlt években az alábbi módon változott:
| Lakosok száma | 48   | 38   | 36   | 33   | 31   | 30   | 39   | 48   | 57   |
|               | 2013 | 2015 | 2016 | 2017 | 2018 | 2019 | 2020 | 2021 | 2022 |